# Сан Примо (Козенца)
Сан Примо је насеље у Италији у округу Козенца, региону Калабрија.
Према процени из 2011. у насељу је живело 65 становника. Насеље се налази на надморској висини од 295 м.